# 奧穆薩蒂區
奧穆薩蒂區（英語：Omusati Region）是納米比亞的一個區，位於該國西北部，北鄰安哥拉。面積約13,638平方公里，2001年人口228,842人。首府烏塔皮。下分9分區。